# DN8 (Var)
De DN8 is een departementale weg in het Zuid-Franse departement Var. De weg loopt van de grens met Bouches-du-Rhône naar Toulon. In Bouches-du-Rhône loopt de weg als D8N verder naar Marseille en Aix-en-Provence.

## Geschiedenis
Oorspronkelijk was de DN8 onderdeel van de N8. In 2006 werd de weg overgedragen aan het departement Var, omdat de weg geen belang meer had voor het doorgaande verkeer vanwege de parallelle autosnelweg A50. De weg is toen omgenummerd tot DN8.